# Бад Диценбах
Бад Диценбах (њем. Bad Ditzenbach) општина је у њемачкој савезној држави Баден-Виртемберг. Једно је од 38 општинских средишта округа Гепинген. Према процјени из 2010. у општини је живјело 3.701 становника. Посједује регионалну шифру (AGS) 8117006.

## Географски и демографски подаци
Бад Диценбах се налази у савезној држави Баден-Виртемберг у округу Гепинген. Општина се налази на надморској висини од 509 метара. Површина општине износи 25,5 km². У самом мјесту је, према процјени из 2010. године, живјело 3.701 становника. Просјечна густина становништва износи 145 становника/km².